# Jakob Dammann

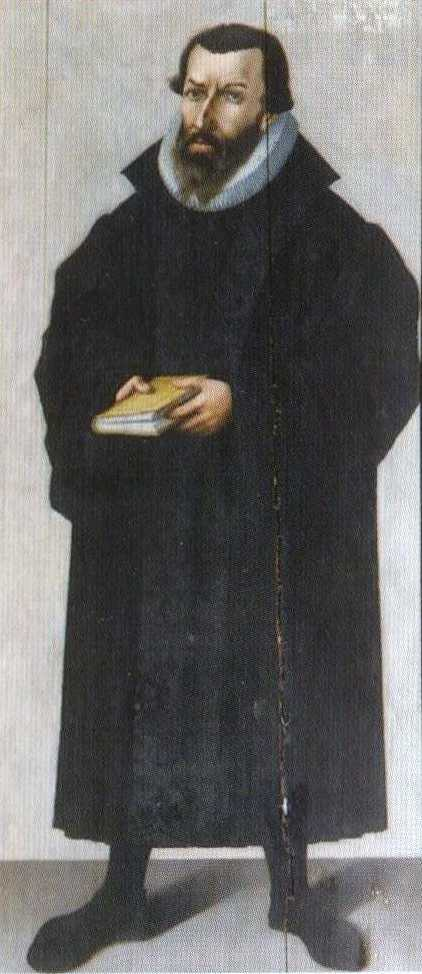
Jakob Dammann; Porträt auf seinem Epitaph in der St.-Martini-Kirche (Stadthagen)

Jakob Dammann, auch Jacob(us) Dammann (* 1534 in Celle; † 1591 in Stadthagen), war der erste lutherische Stadtpfarrer und Hofprediger in Stadthagen. Er war Reformator und erster Landessuperintendent der Grafschaft Schaumburg.

## Leben
Dammann wurde als Sohn eines Zinngießers in Celle geboren, wo unter Ernst dem Bekenner bereits 1524 die Reformation eingeführt worden war. Er kam, wohl erst nach dem Tod Martin Luthers 1546, zum Theologiestudium nach Wittenberg. Dort wurde Philipp Melanchthon sein wichtigster Lehrer. Melanchthon empfahl ihn Otto IV. von Schaumburg, als dieser nach dem Tod seines Bruders, des Kurfürsterzbischofs von Köln Anton von Schaumburg, auf Drängen seiner Frau Elisabeth Ursula von Braunschweig-Lüneburg im Jahr 1558 einen fähigen lutherischen Prediger und Kirchenorganisator suchte.
Am 20. März 1559 wurde Dammann als Pastor der Stadtkirche der Residenzstadt Stadthagen eingeführt. Zugleich wurde er damit, unter dem Summepiskopat Ottos IV., geistliches Oberhaupt der neuen Schaumburger Landeskirche, für die die Mecklenburger Kirchenordnung übernommen wurde. Die erste von Otto IV. angeordnete Visitation führte Dammann 1564 zusammen mit drei weiteren Theologen und fünf weltlichen Räten durch.
In Stadthagen heiratete er Christina Guthagen († 1582 in Stadthagen) und hatte eine Tochter Sophia († 1625 in Obernkirchen). Eine weitere Tochter Margaretha heiratete 1601 den Prediger in Hattendorf Othrabius Vordemann, eine weitere Tochter Elisabeth den Kämmerer von Stadthagen Dietrich Peithmann.
Auf seinem Epitaph in der Stadthagener Martinikirche ist er stehend in Ganzfigur mit schwarzem Talar und Halskrause dargestellt, ein Buch, vielleicht die Bibel oder eine Bekenntnisschrift, in der Hand, in dem er mit dem Finger eine Stelle festhält. Sein ernster Blick ist auf den Betrachter gerichtet.

## Werke
- Leichpredigt / vber den Spruch aus dem Gebett deß Mans Gottes Mose / Psalm 90. genommen. Lere vns bedencken / das wir sterben müssen / auff das wir klug werden. Leichenpredigt auf Elisabeth Ursula Gräfin von Schaumburg, geborene Herzogin zu Braunschweig-Lüneburg, Lemgo 1586 (Digitalisat)